# OR2M2
El receptor olfativo 2M2 es una proteína que en humanos está codificada por el gen OR2M2 .
Los receptores olfativos interactúan con las moléculas aromáticas de la nariz para iniciar una respuesta neuronal que desencadena la percepción de un olor. Las proteínas receptoras olfativas son miembros de una gran familia de receptores acoplados a proteína G (GPCR) que surgen de genes de exón codificador único. Los receptores olfatorios comparten una estructura de dominio de 7 transmembrana con muchos receptores de neurotransmisores y hormonas, siendo responsables del reconocimiento y la transducción de señales odoríferas mediada por proteína G. La familia de genes del receptor olfatorio es la más grande del genoma humano. La nomenclatura asignada a los genes y proteínas del receptor olfativo de este organismo es independiente de otros organismos.